# 北镇市
北镇市是中国辽宁省锦州市东部下辖的一个县级市。地处辽宁省西部，医巫闾山东麓。东接黑山县与羊肠河为界，西邻义县以医巫闾山为屏。南与盘锦市毗邻，北与阜新市搭界，市人民政府驻北镇街道。

## 历史
北镇市原为广宁县，1913年，因与广东省广宁县重名，又因县内有五大镇山之一的北镇医巫闾山，改为北镇县。1947年建黑北联合县，1948年恢复北镇县。1989年设为北镇满族自治县。1995年，撤县立市，改名北宁市（县级市），设市后仍继续保留民族自治制度。2004年1月7日，123名人大代表联名提出将北宁市改为北镇市的议案。2006年3月17日，经国务院批准，北镇市改为现名。

## 人口
根据(辽宁省)锦州市第七次全国人口普查公报显示：北镇市常住人口为422289人，男性人口占比50.28%，女性人口占比49.72%，年龄结构中0-14岁占比9.96%，15-59岁占比60.01%，60岁以上占比30.04%，65岁以上占比21.12%。

## 行政区划
北镇市下辖4个街道办事处、11个镇、3个乡：
北镇街道、富屯街道、广宁街道、沟帮子街道、大市镇、罗罗堡镇、常兴店镇、正安镇、闾阳镇、中安镇、廖屯镇、赵屯镇、青堆子镇、高山子镇、吴家镇、鲍家乡、大屯乡、柳家乡、辽宁省北镇市高山子监狱和新立农场。
高山子镇赵家村是张学良生母，张作霖大夫人赵春桂的老家，原名赵家庙村。

## 交通
- 102国道、 230国道过境。

## 名胜古迹
- 医巫闾山：中国五大镇山之一，被誉为东北三大名山之首，是国家级自然保护区和国家级风景名胜区。
- 北镇庙：是一座保存完好的大型镇山庙，是历代帝王祭拜闾山神灵之所，距今已有1400多年的历史。
- 崇兴寺双塔，创建于辽代，经元、明、清代重修，两塔东西对峙，形制相同，耸入云霄。